# Synagoge (Strážov)
Koordinaten: 49° 16′ 48,2″ N, 13° 37′ 3,7″ O

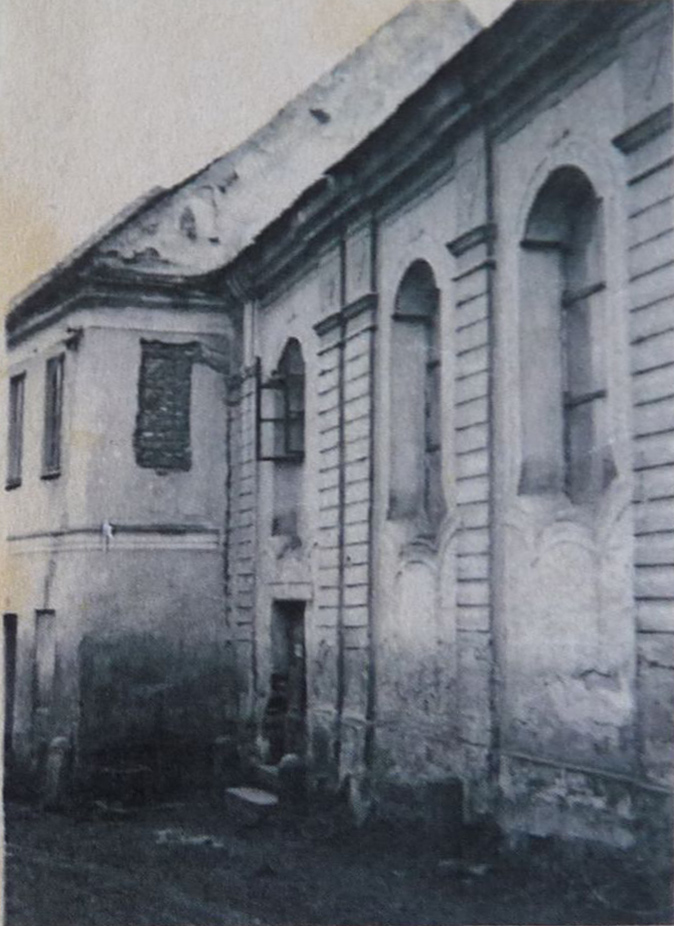
Synagoge in Strážov

Die Synagoge in Strážov (deutsch Drosau), einer Stadt im Okres Klatovy in Tschechien, wurde 1808 erbaut. Die Synagoge wurde im Jahr 1954 abgerissen.